# Super Mario Galaxy
Super Mario Galaxy (japanisch スーパーマリオギャラクシー Sūpā Mario Gyarakushī, kurz SMG) ist ein 3D-Jump-’n’-Run-Videospiel, das der japanische Videospielkonzern Nintendo im November 2007 für seine Heimkonsole Wii veröffentlichte.
Wie in früheren Super-Mario-Spielen übernimmt der Spieler die Rolle des titelgebenden Klempners Mario, um die von dem Bösewicht Bowser entführte Prinzessin Peach zu retten. Anders als in den Vorgängerspielen Super Mario Sunshine und Super Mario 64, deren Spielwelten lediglich flache Oberflächen aufweisen, bereist der Spieler verschieden ausgeformte Himmelskörper im Weltraum, die sich durch ihre Gravitation gegenseitig beeinflussen. Die Schwerkrafteffekte ermöglichen dabei neuartige Bewegungsabläufe und Spieltaktiken.
Für die 2005 begonnene Entwicklung von Super Mario Galaxy zeichnete das Nintendo-Studio Entertainment Analysis & Development Tokyo unter der Leitung von Yoshiaki Koizumi und der Aufsicht des Mario-Schöpfers Shigeru Miyamoto verantwortlich. Die Idee zum neuartigen Sphären- und Gravitationskonzept geht zurück auf eine bereits 2000 vorgestellte Technik-Demo. Der von Kōji Kondō und Mahito Yokota verfasste Soundtrack zum Spiel wurde erstmals innerhalb der Super-Mario-Serie von einem Orchester eingespielt.
Von der Fachpresse erfuhr Super Mario Galaxy großteils positive Kritik bis hin zur Einstufung unter die besten Videospiele aller Zeiten. Viele Kritiker lobten das neuartige Spielkonzept, die abwechslungsreichen Levels, die für Wii-Verhältnisse aufwendige Grafik sowie die Musik. Negative Kritiken bezogen sich hauptsächlich auf den vorhersehbaren, linearen Spielablauf. Sowohl im Kontext der Super-Mario-Reihe als auch des 3D-Jump-’n’-Run-Genres gilt Super Mario Galaxy als einflussreich. Mit über zehn Millionen Verkäufen erwies es sich als kommerziell sehr erfolgreich. 2010 kam der direkte Nachfolger Super Mario Galaxy 2 für die Wii auf den Markt.
Im September 2020 fügte Nintendo Super Mario Galaxy zu der Spielekollektion Super Mario 3D All-Stars für die Nintendo Switch hinzu.

## Spielbeschreibung

### Handlung
Der Klempner Mario begibt sich auf Einladung von Prinzessin Peach zu einer Feier anlässlich eines Kometen, der nur einmal alle einhundert Jahre über dem Pilzkönigreich erscheint. Als Mario das Fest erreicht, greift der echsenartige Bowser das Königreich mit einer Flotte von Luftschiffen an. Er will Herrscher einer von ihm erschaffenen Galaxie werden. Dazu stiehlt seine Luftschiffflotte das Schloss, entführt Prinzessin Peach und steuert in den Himmel. Kamek, ein Scherge Bowsers, schleudert Mario in die Weiten des Weltalls.
Mario erwacht auf einem winzigen Planeten, auf dem er einer jungen Frau namens Rosalina begegnet. Sie erklärt ihm, dass Bowser Peach zum Mittelpunkt des Universums verschleppt habe. Dieser Ort könne mit Rosalinas Sternwarte, einem durch das Universum reisenden Kometen, erreicht werden. Allerdings habe Bowser die Power- und die Großen Sterne gestohlen, die der Sternwarte zum Antrieb dienten. Mario müsse von der Sternwarte aus zu fernen Galaxien aufbrechen, um die Sterne zu befreien und mit der Sternwarte zum Mittelpunkt des Universums reisen zu können. Auf seiner Mission wird Mario von einem Luma begleitet – einem mysteriösen Wesen eines Volkes, welches sowohl das Universum als auch die Sternwarte bevölkert –, der ihm neue Fähigkeiten verleiht.
Im Laufe seines Abenteuers schaltet Mario neue Seiten in einem Bilderbuch frei, aus dem Rosalina in der Bibliothek ihrer Sternwarte optional vorliest. Das Bilderbuch berichtet von Rosalinas Vorgeschichte. Es beginnt damit, wie sie sich als junges Mädchen auf die Suche nach ihrer Mutter macht und dabei das Universum bereist. Es begleitet sie ein Luma, mit dem sie sich eine gemeinsame Bleibe errichtet. Als Rosalina begreift, dass ihre Mutter nicht mehr lebt, entscheidet sie sich, mit dem Volk der Luma zusammenzuleben, welches Rosalina fortan als Mutter betrachtet.
Im Laufe seiner Mission, Prinzessin Peach zu retten, befreit Mario sämtliche gestohlenen Großen Sterne. Schließlich reist Rosalinas Sternwarte zum Mittelpunkt des Universums, wo Bowser inzwischen eine eigene Galaxie erschaffen hat und mit der entführten Peach an seiner Seite über ein ewig währendes Reich zu herrschen hofft. Zwar vereitelt Mario durch ein Gefecht gegen Bowser dessen Pläne, jedoch ereignet sich eine Supernova und ein schwarzes Loch entsteht, das sämtliche Materie um es herum einsaugt.
Das schwarze Loch explodiert und das Universum kollabiert. Rosalina jedoch bewahrt Mario vor der Gefahr und erklärt ihm, dass aus den Überresten des alten Universums ein neues geboren werde, das dem alten gleiche. So erwacht Mario in einem neuen Universum wieder vor dem Schloss des Pilzkönigreiches mit Peach und Bowser an seiner Seite.

### Spielprinzip

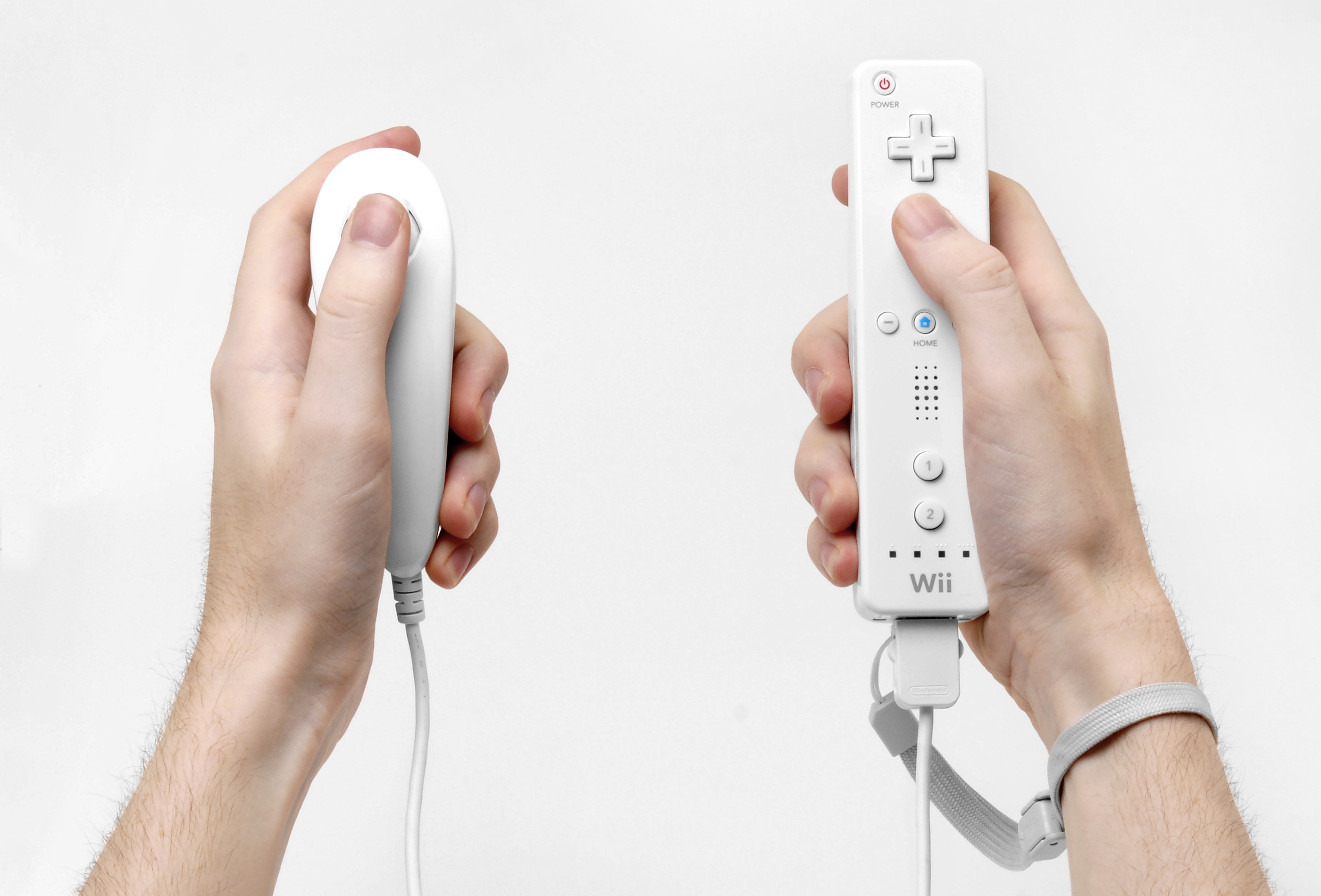
Super Mario Galaxy wird mit einer Wii-Fernbedienung mit Nunchuk (links) gespielt.

In Super Mario Galaxy übernimmt der Spieler die Rolle der Spielfigur Mario und steuert sie im dreidimensionalen Raum. Zur Steuerung wird die Wii-Fernbedienung zusammen mit einem Nunchuk genutzt. Das Geschehen wird aus der Third-Person-Perspektive dargestellt. Mit dem Analog-Stick des Nunchuks lässt der Spieler Mario laufen; Sprünge werden mit der A-Taste ausgeführt, die ferner als kontextsensitive Taste dazu dient, mit Nicht-Spieler-Charakteren (NPC) und der Umgebung zu interagieren. Eine Neuerung im Vergleich zu den Vorgängern stellt das Schütteln der Wii-Fernbedienung oder des Nunchuks dar, wodurch der Drehsprung ausgelöst wird, der den Gegner betäuben kann und Marios Sprunghöhe und -weite vergrößert. Außerdem kommt der Drehsprung zum Einsatz, um Gegenstände wegzuschleudern, Ranken hochzuklettern oder sogenannte Sternportale zu aktivieren, mittels welcher Mario zwischen weit entfernten Planeten einer Galaxie reist. Indem mit der Wii-Fernbedienung auf die entsprechenden Stellen des Bildschirms gezeigt wird, können ferner sogenannte Sternteile eingesammelt werden, mit denen der Spieler unter anderem weitere Levels freischalten kann.
Das Ziel des Spiels besteht darin, mindestens 60 der insgesamt 121 Powersterne zu erlangen, um den Kampf gegen den letzten Bossgegner freizuschalten. Das Spiel ist unterteilt in 42 Levels, die im Spiel als Galaxien bezeichnet werden und die weiter in Missionen untergliedert sind. Einige Galaxien umfassen nur eine Mission, während andere mehrere Missionen bieten. Das Ziel jeder Mission ist es, den jeweiligen Powerstern zu erlangen, wozu jeweils unterschiedliche Aufgaben zu erfüllen sind. Abgesehen von den Levels, bei denen das durch einen Powerstern symbolisierte Ziel erreicht werden soll, gibt es Missionen, bei denen Rennen absolviert, Parcours überwunden, Bossgegner besiegt oder eine bestimmte Anzahl Sternteile bezahlt werden müssen. Die Galaxien werden anhand der als Oberwelt fungierenden Sternwarte ausgewählt, die in mehrere Observatorien aufgeteilt ist. Von jedem Observatorium sind etwa fünf Galaxien ansteuerbar, die durch eingesammelte Powersterne freigeschaltet werden. Am Ende der letzten Galaxie eines Observatoriums erwartet den Spieler ein Bosskampf gegen Bowser oder dessen Sohn Bowser Jr. Nach einem absolvierten Bosskampf erhält Mario einen Großen Stern. Sobald alle Sterne erlangt wurden, wird Luigi als Spielfigur freigeschaltet, mit dem der Spieler erneut alle Powersterne einsammeln kann. Luigi unterscheidet sich von Mario durch ein anderes Sprung- und Laufverhalten.
Als Spielwelten kommen in Super Mario Galaxy nicht nur in Jump-’n’-Run-Spielen allgegenwärtige ebene Flächen zum Einsatz, sondern auch – aufgrund des im Weltraum angesiedelten Schauplatzes – sphärenförmige Objekte wie Kleinplaneten etwa in der Größe von Häusern beziehungsweise Hügeln oder kleiner. Auch anders geformte dreidimensionale Figuren wie Würfel sowie Objekten wie Eistüten nachgeformte planetenartige Gebilde werden als Spielwelten verwendet. In diesem Zusammenhang gestaltet sich die Einbindung der realistischen Gravitation im Spiel als von großer Bedeutung. Springt die Spielfigur beispielsweise auf einem kleinen Planetoiden und befindet sich in ihrer Nähe ein größeres Objekt, so wird sie von diesem angezogen und landet dort. Sprünge nach vorn auf einem kleinen Objekt hingegen können bewirken, dass die Spielfigur kurz um das Objekt herumkreist.
Mario hat drei Schadenspunkte. Wenn ein Gegner ihn angreift oder Elemente wie Feuer oder Stacheln ihm schaden, so verliert er einen davon. Sobald alle Schadenspunkte aufgebraucht sind oder Mario in ein schwarzes Loch stürzt, verliert er einen Versuch. Sind alle Versuche aufgebraucht, ist das Spiel vorbei. Die meisten einfachen Gegner werden durch einen Sprung auf den Kopf besiegt. Durch nutzbringende Power-ups (Items) in Form von Pilzen kann Mario gestärkt werden. Während 1-UP-Pilze der Spielfigur einen zusätzlichen Versuch geben, verwandeln die meisten anderen Power-ups Mario. So kann er sich beispielsweise in eine Biene verwandeln und kurzzeitig fliegen oder sich in einen Geist transformieren und durch Wände schweben. Andere Power-ups geben Mario beispielsweise zeitlich begrenzt die Möglichkeit, Feuerbälle zu schleudern oder unbesiegbar zu sein.
Super Mario Galaxy bietet ferner einen Kooperativen Zweispielermodus, in welchem ein zweiter Spieler den ersten bei dessen Abenteuer unterstützen kann. Der Mitspieler wird im Spiel durch einen Luma visualisiert und ist unter anderem in der Lage, Gegner aufzuhalten, rollende Felsen zu stoppen sowie Sternteile einzusammeln.

## Entwicklung

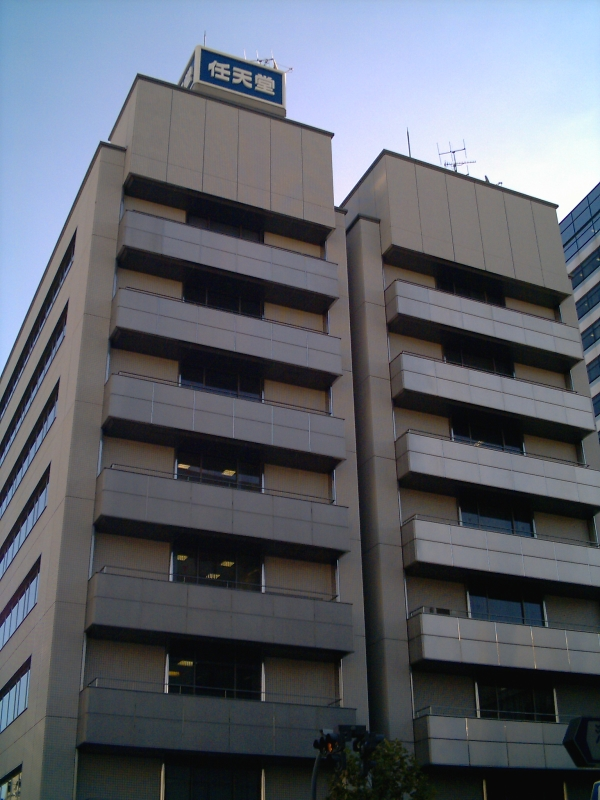
Das Bürogebäude von EAD Tokyo, in dem Super Mario Galaxy entwickelt wurde

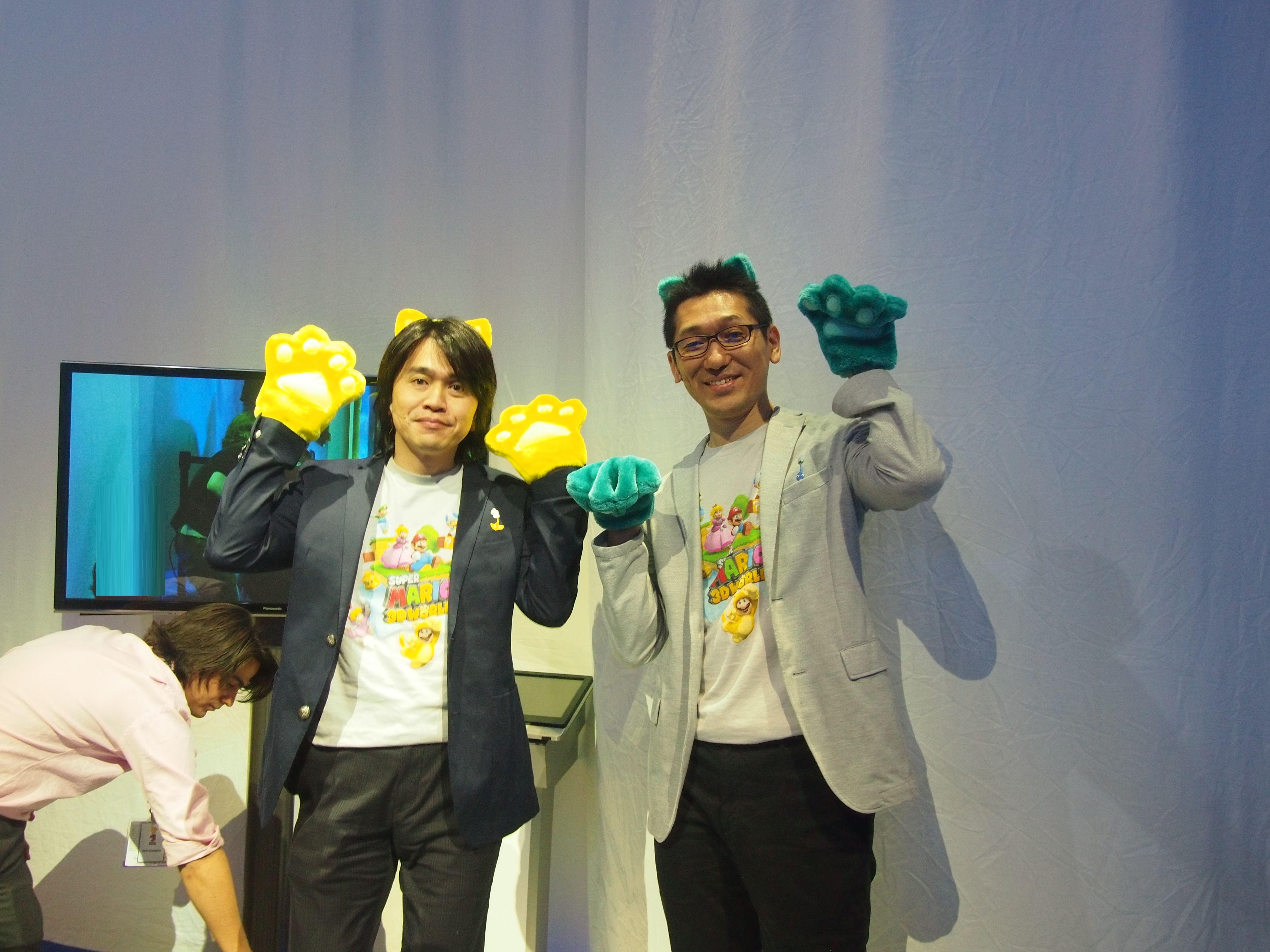
Yoshiaki Koizumi, Director (links) und Koichi Hayashida, leitender Leveldesigner (rechts), 2013

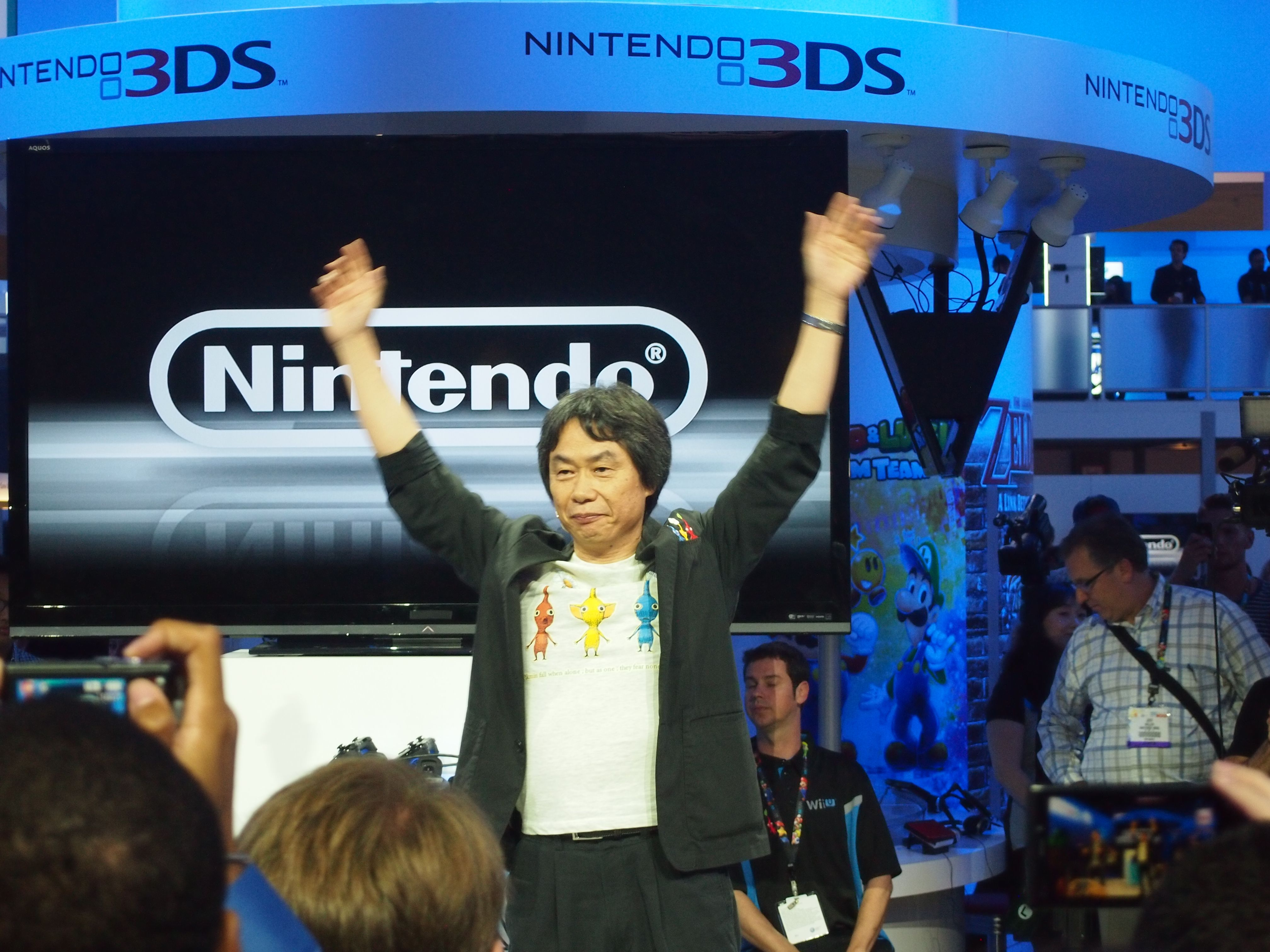
Der Mario-Schöpfer Shigeru Miyamoto fungierte als Produzent von Super Mario Galaxy.

### Mitwirkende
Super Mario Galaxy wurde von der zweiten Gruppe des Tokyo Software Development Department der Abteilung Nintendo Entertainment Analysis & Development (EAD Tokyo 2) entwickelt. Geleitet wurde die Spielentwicklung vom japanischen Spieledesigner Yoshiaki Koizumi, der die Rolle des Directors innehatte. Als Produzenten waren der Abteilungsleiter Takao Shimizu sowie der EAD-Manager und Mario-Begründer Shigeru Miyamoto involviert. Koichi Hayashida, der bei den nachfolgenden Super-Mario-Spielen als Director fungierte, bekleidete die Rolle des leitenden Leveldesigners von Super Mario Galaxy. Das Entwicklerteam umfasste laut Abspann knapp 70 Nintendo-Angestellte; Miyamoto äußerte, dass das Team zunächst aus 30, in den Endphasen der insgesamt zweieinhalb Jahre andauernden Entwicklung aus 50 Personen bestand.

### Super Mario 128
Die Entwicklungsgeschichte von Super Mario Galaxy beginnt mit der Technik-Demo Super Mario 128, die Nintendo am 23. August 2000 im Rahmen der hauseigenen Messe Nintendo Space World anlässlich der Vorstellung der neuen Heimkonsole GameCube vorführte. Die Technik-Demo sollte die Leistungsfähigkeit der Konsole visualisieren und zeigte, wie insgesamt 128 Marios auf einem kugelförmigen Untergrund miteinander interagierten.
Die Idee stammt von Yoshiaki Koizumi, der Projektleiter der Demo war. Als nach einigen Experimenten auch dessen Vorgesetzter Miyamoto Potenzial in dem Konzept sah, suchten die beiden nach einer Möglichkeit, das Konzept in ein Spiel einzubauen. Unter anderem aufgrund technischer Schwierigkeiten gestaltete sich dies einige Jahre lang als noch nicht möglich. Videospiel-Medien gingen nach der Vorstellung von Super Mario 128 jedoch davon aus, dass es sich bei dem Projekt um den nächsten Teil der Mario-Reihe handeln würde. Entsprechend bestätigten Nintendo-Manager, dass das Projekt weiterhin in der Entwicklung sei. Mitte 2005 gestand Miyamoto ein, der Öffentlichkeit bezüglich Super Mario 128 einen falschen Eindruck gegeben zu haben. Nintendo führe zahlreiche Mario-bezogene Projekte inzwischen für den GameCube-Nachfolger Wii durch und es werde auf jeden Fall ein Super-Mario-Spiel für die Wii auf den Markt kommen; doch ob die Idee aus Mario 128 darin Verwendung finde, stehe noch nicht fest.

### Vorproduktion
Der auf Super Mario 64 folgende Titel Super Mario Sunshine (GameCube, 2002) war ein von Super Mario 128 unabhängiges Spiel. Nach dessen Fertigstellung wurde 2003 die EAD Tokyo gegründet, die sich zunächst aus dem Großteil des Entwicklerteams von Sunshine zusammensetzte. Nachdem die Arbeiten am ersten EAD-Tokyo-Projekt Donkey Kong Jungle Beat (GameCube, 2004) abgeschlossen waren, wollte das Studio ein neues Spiel mit neuen Figuren entwickeln. Miyamoto hingegen bat das Team um einen neuen Teil eines etablierten Nintendo-Franchise. Koizumi, der zunächst ein kleineres Spiel plante, legte sich schließlich aufgrund der durch Jungle Beat gewonnenen Erfahrung auf ein neues Mario-Spiel fest. Zudem war er der Ansicht, dass das EAD-Tokyo-Team inzwischen fähig sei, das Sphärenkonzept aus Super Mario 128 zu realisieren. Zu Beginn der Planungen war das neue Spiel auf Basis der 128-Demo noch für den GameCube vorgesehen. Nachdem Koizumi von dem GameCube-Nachfolger Wii erfuhr, konzipierte er das Projekt für die neue Konsole um.
2005 erstellte Koizumi die Spezifikation für sein neues Projekt, das zunächst Super Mario Revolution getauft wurde – benannt nach dem damaligen Codenamen der Wii-Konsole. Der Hauptpfeiler des neuen Projektes war das Sphärenkonzept aus Super Mario 128, in dem Koizumi mehrere Vorteile sah: Kugelförmige Spielwelten müssen keine künstlichen Beschränkungen aufweisen, da ihre Oberflächen unberandet sind; außerdem würde der Spieler nicht so schnell die Orientierung verlieren und die Kamera müsste nicht manuell nachjustiert werden. Koizumi sah darin die Lösung für die Probleme der Orientierungslosigkeit, der zu komplexen Kamerasteuerung und der durch hektische Kamerabewegungen hervorgerufenen Gaming Sickness bei manchen Spielern, welche er schon seit Entwicklung von Super Mario 64 (N64, 1996) zu lösen versucht hatte. Dadurch erhoffte er sich, ein 3D-Jump-’n’-Run für eine größere Zielgruppe entwickeln zu können.
Da der Großteil der Teammitglieder von dem Konzept zunächst nicht überzeugt war, erstellte Koizumi mit einer kleinen Gruppe innerhalb von drei Monaten einen ersten Prototyp zu Super Mario Galaxy. In dieser frühen Phase kam als Spielfigur anstelle von Mario ein Platzhalter in Form eines Pilzes zum Einsatz. Der Schauplatz des Spiels wurde so gewählt, dass er zum Sphärenkonzept passt. Da das Entwicklerteam mit kleinen, sphärenförmigen Objekten Planeten assoziierte, entstand die Idee, Planetoiden als Levelszenerien zu benutzen. Um dies zu ermöglichen, wurde als Handlungsort des Spiels der Weltraum festgelegt.

### Entwicklungsprozess
Seit der Markteinführung von Super Mario 64 stagnierten die Verkaufszahlen der Super-Mario-Reihe. Als Ursache dafür vermutete Nintendo, dass sich einige Kunden von 3D-Jump-’n’-Runs überfordert gefühlt hätten. Daher führte das Unternehmen mit New Super Mario Bros. (Nintendo DS, 2006) wieder ein 2D-Jump-’n’-Run aus dem Mario-Franchise in den Markt ein und konzipierte Galaxy derart, dass es auch die 3D-Jump-’n’-Runs ablehnende Zielgruppe anspricht. Dazu strebte das Team unter anderem einen Schwierigkeitsgrad an, der sowohl erfahrene als auch Gelegenheitsspieler zufriedenstellen kann. Dies wurde durch eine einfach gehaltene Steuerung und eine schon zu Beginn der Arbeiten niedrig angesetzte Schwierigkeit erzielt. Um diesen Trend etwas zu relativieren, wurden Marios Kraftpunkte im Vergleich zu den vorherigen Spielen auf drei herabgesetzt, sodass Mario häufiger Versuche verliert. Schließlich verteilten die Entwickler mehrere Bonusversuche („1-UPs“) und Rücksetzpunkte im Spiel, um den Schwierigkeitsgrad weiter auszubalancieren.
Da die Entwickler befürchteten, Sprünge im dreidimensionalen Raum auf eine kugelförmige Oberfläche seien für den Spieler zu schwierig zu kontrollieren, konzipierten sie die Drehattacke. Mit ihr sollte das Spiel für jene Spieler erleichtert werden, die Probleme mit der korrekten Einschätzung von Distanzen haben. Ursprünglich wurde die Drehattacke durch eine kreisförmige Bewegung des Control Sticks ausgelöst. Später entschieden sich die Entwickler dazu, die Bewegungssensoren der Wii-Fernbedienung zu verwenden und die Drehattacke durch Schütteln des Controllers auslösen zu lassen.
Ein Zweispielermodus war bereits während der Entwicklung einiger vorheriger 3D-Super-Mario-Spiele im Gespräch, doch erst für Super Mario Galaxy wurde ein solcher tatsächlich in Angriff genommen. Shimizu plante zunächst einen Modus, in dem der zweite Spieler die gleichen Aktionen wie der erste ausführen sollte. Da sich die Umsetzung dieser Idee als schwieriger als erwartet gestaltete, schlug Miyamoto einen Kooperationsmodus vor, bei dem der zweite Spieler den ersten durch zusätzliche Aktionen unterstützen sollte und der auch unerfahrene Spieler anspricht. Außerdem wurde die Balance des Spiels geändert: Hatte ursprünglich der Einzelspieler die Möglichkeit, Gegner im Spiel anhalten zu können, ist diese Funktion im finalen Spiel nur dem zweiten Spieler zugänglich.
Das erste neue Power-up, das das Team für Super Mario Galaxy konzipierte, war die Bienenverwandlung: Ursprünglich war vorgesehen, dass Mario durch einen Fluch in eine Biene verwandelt wird. Dabei sollten dessen Fähigkeiten eingeschränkt werden, damit der Spieler ihn so schnell wie möglich vom Fluch befreit. Später wurde das Konzept geändert und sah ein stärkendes, nutzbringendes Power-up vor. Eine weitere letztlich verworfene Idee stellt die Aufnahme des grünen Dinosauriers Yoshi als spielbare Figur dar.
Zu Beginn der Entwicklung führte das Team Experimente durch, die Spielfigur durch Neigen der Wii-Fernbedienung zu steuern. Die Ergebnisse von einigen dieser Experimente fanden Eingang in das fertige Produkt. So existiert etwa ein Level, in dem Mario auf einer Kugel balanciert, die der Spieler durch Neigen des Controllers durch die Umgebung rollen lassen kann.

### Musik und Ton

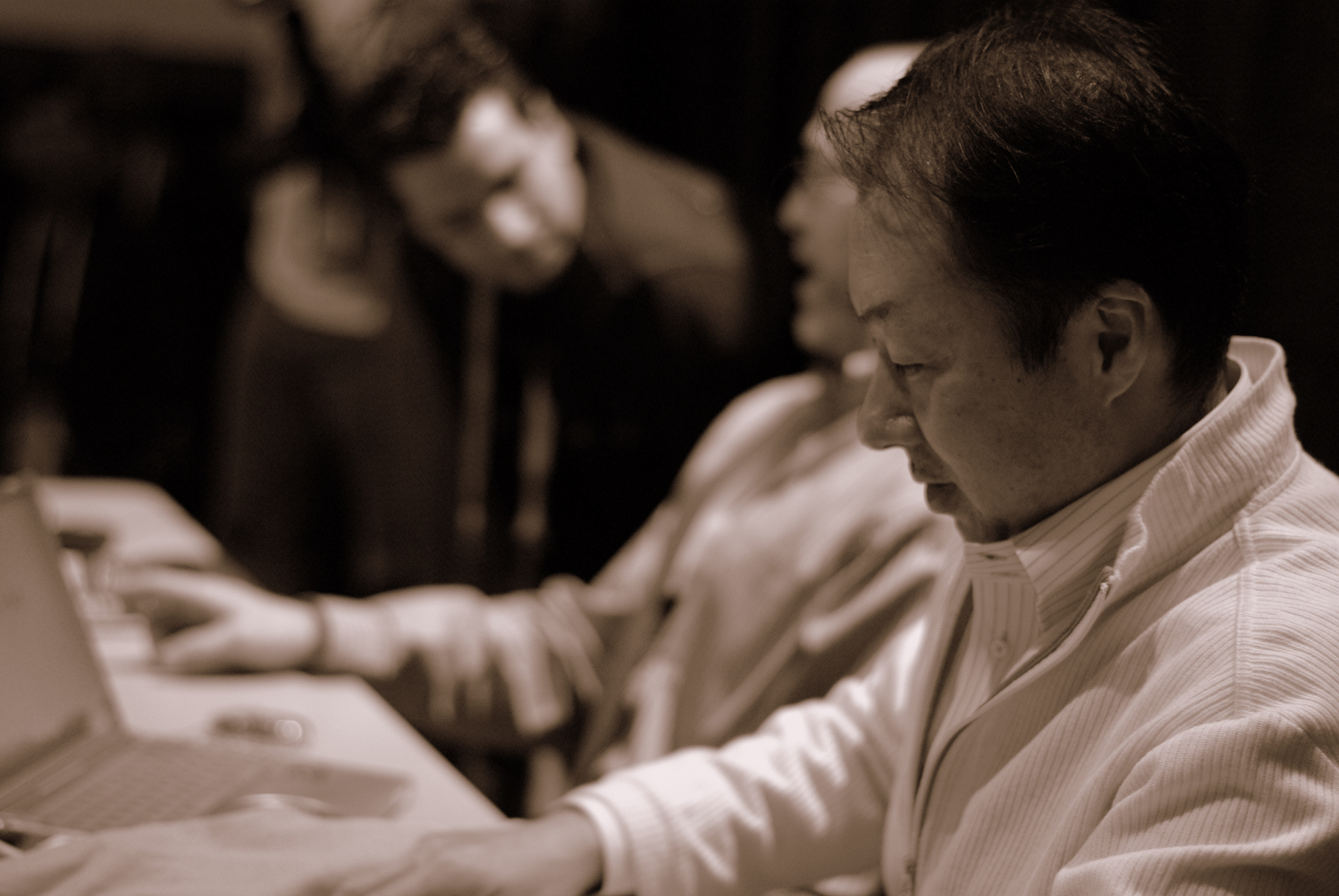
Der langjährige Mario-Komponist Kōji Kondō komponierte vier Stücke für Super Mario Galaxy.

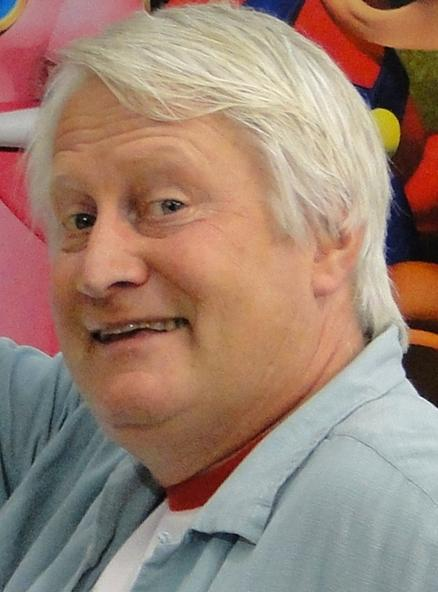
Charles Martinet lieh Mario und Luigi seine Stimme.

Der Soundtrack von Super Mario Galaxy umfasst insgesamt 80 Stücke und enthält – als erster Soundtrack eines Super-Mario-Spiels – auch klassische Sinfonieorchester-Musik. Insgesamt 28 Stücke spielte das 50-köpfige „Mario Galaxy Orchestra“ ein. Die Musik stammt aus den Federn der Nintendo-Komponisten Kōji Kondō und Mahito Yokota; Erstgenannter komponiert bereits seit 1985 für die Super-Mario-Reihe, während Letzterer erst seit 2004 bei Nintendo arbeitet und mit dem Soundtrack des Spiels sein Debüt für ein Mario-Spiel gab. Für Galaxy fungierte Yokota als Tonregisseur und Komponist der meisten Stücke, während Kondō hauptsächlich eine beratende Position einnahm.
Nachdem Yokota dem Projekt als Komponist zugeordnet worden war, studierte er die Musik früherer Mario-Titel und entschied sich für lateinamerikanische Musik. Seine zunächst als Titelmelodie des Spiels gedachte Komposition beschrieb er als „Pop mit einem tropischen Klang und einem Weltraum-Sound [vereint]“. Kondō lehnte den Vorschlag ab, da er in einem Mario-Spiel keine „putzig[e]“, sondern „cool[e]“ Musik erwarte. Somit entschied sich Yokota für einen orchestralen Soundtrack, für den Miyamoto trotz Bedenken bezüglich Kosten und Angemessenheit grünes Licht gab. Die folgenden drei Monate lang plante Yokota, welche Art Musik er komponieren sollte. Um diese Frage zu beantworten, ließ er Miyamoto drei Stücke verschiedener Stilrichtungen hören. Dieser hielt ein Orchesterstück namens „Good Egg Galaxy“ aus der Feder Kondōs für angebracht. Dieses Stück, das Eingang in das fertige Spiel fand, diente Yokota als Orientierung bei der Komposition des übrigen Soundtracks von Super Mario Galaxy.
Super Mario Galaxy beinhaltet keine Sprachausgabe, sondern lediglich Ausrufe. Als Synchronsprecher von Mario und Luigi fungierte Charles Martinet, während Bowser von Kenny James, Prinzessin Peach und die Toads von Samantha Kelly und Rosalina von Mercedes Rose gesprochen wurde.

## Veröffentlichung

### Ankündigungen
Im Mai 2005 gab der Nintendo-Präsident Satoru Iwata bekannt, dass sein Konzern an einem neuen Super-Mario-Spiel für die Wii arbeite.
Erstes Material zum Spiel stellte Nintendo am 9. Mai 2006 während seiner Pressekonferenz anlässlich der Spielemesse E3 vor. Der Hersteller kündigte das Spiel offiziell als Super Mario Galaxy an und gab neben grundsätzlichen Informationen auch erstes Bildmaterial heraus. Fachbesuchern der E3-Messe stand die Gelegenheit offen, eine Demo-Version des Spiels zu testen.
Nachdem Reggie Fils-Aime, der Präsident von Nintendo of America, Ende November 2006 eine Veröffentlichung zwischen März und Weihnachten 2007 versichert hatte, stellte Nintendo das Spiel auf der E3 2007 erneut vor und teilte den finalen Veröffentlichungstermin mit.

### Veröffentlichungstermine
Als erstes veröffentlichte Nintendo Super Mario Galaxy in Japan am 1. November 2007. Es folgte am 12. November die Veröffentlichung in Nordamerika, am 14. November in Kanada und am 16. November in Europa. In Australien brachte Nintendo das Spiel am 29. November 2007 auf den Markt. In Südafrika erschien es erst am 1. Februar 2008, gefolgt von Südkorea am 4. September 2008.
Am 28. August 2011 wurde Super Mario Galaxy in Nordamerika unter dem „Nintendo-Selects“-Label zu einem günstigeren Preis neu herausgebracht. In Europa folgte die preisgünstigere Neuveröffentlichung am 16. September 2011 und in Australien erst am 7. November 2013.

### Verkaufszahlen
Dem Marktforschungsunternehmen Media Create zufolge konnten während der Debütwoche auf dem japanischen Markt etwa 251.000 Exemplare von Super Mario Galaxy abgesetzt werden. Obwohl das Spiel in den damaligen Videospielwochencharts für Japan den ersten Platz belegte, hinkte es leicht dem Verkaufsdebüt der drei Monate zuvor veröffentlichten Minispielsammlung Mario Party 8 (Wii, 2007) hinterher. Infolge der Veröffentlichung von Galaxy stiegen die wöchentlichen Verkaufszahlen der Wii-Konsole in Japan um 10.000 Einheiten an.
Während seiner ersten Verkaufswoche in Nordamerika erwies sich Super Mario Galaxy gemessen am Marktdebüt mit etwa 500.000 Verkäufen als das schnellstverkaufende Wii- und Super-Mario-Spiel. Bis Ende 2007 kletterten die dortigen Verkaufszahlen auf 2,52 Millionen, womit es zum fünfterfolgreichsten Spiel Nordamerikas im Jahr 2007 avancierte.
Das Analytikunternehmen Chart-Track ermittelte für Super Mario Galaxy in der ersten Verkaufswoche im Vereinigten Königreich den fünften Platz der Spielecharts. Insgesamt avancierte das Spiel dort zum neuntmeistverkauften Videospiel im Zeitraum November 2007. Ferner debütierte das Spiel auf Platz 8 der irischen Wochencharts.
Bis zum 31. März 2013 hat Nintendo laut eigenen Angaben 11,72 Millionen Exemplare von Super Mario Galaxy weltweit an den Handel ausgeliefert. Es handelt sich somit um das achtmeistverkaufte Wii-Spiel.
Die folgende Tabelle gibt eine Übersicht über globale Auslieferungszahlen, aufgeteilt in Japan und Übersee (Europa, Nordamerika und alle übrigen Länder, in denen Super Mario Galaxy offiziell vertrieben wurde). Die Daten entstammen offiziellen Nintendo-Finanzberichten.
| Stand         | Global     | Japan     | Übersee   |
| ------------- | ---------- | --------- | --------- |
| Dezember 2007 | 5,19 Mio.  | 0,84 Mio. | 4,35 Mio. |
| März 2008     | 6,10 Mio.  | 0,93 Mio. | 5,17 Mio. |
| Dezember 2008 | 7,66 Mio.  | 0,97 Mio. | 6,68 Mio. |
| März 2009     | 8,02 Mio.  | 0,98 Mio. | 7,04 Mio. |
| März 2010     | 8,84 Mio.  | 1,01 Mio. | 7,83 Mio. |
| Dezember 2011 | 10,40 Mio. |           |           |
| März 2012     | 10,68 Mio. |           |           |
| März 2013     | 11,72 Mio. |           |           |
| März 2014     | 12,22 Mio. |           |           |

## Rezeption

### Kritik
Super Mario Galaxy wurde bereits in den Monaten vor seiner Veröffentlichung äußerst positiv rezipiert und stellte für die Spielergemeinde eines der meistantizipierten Spiele des Jahres dar. Die allgemeine Vorfreude auf das Spiel spiegelte sich zur Veröffentlichung in den Rezensionen der Videospielportale wider, in denen Galaxy durchgehend gelobt wurde.
Websites wie IGN lobten Galaxy als eines der besten Wii- und Jump-’n’-Run-Spiele. In der IGN-Review bezeichnete der Redakteur Matt Casamassina Galaxy als schönstes Wii-Spiel, das die Rechenleistung der Konsole veranschauliche. Die Fähigkeiten der Wii-Fernbedienung würden sinnvoll, aber nicht übertrieben im Spiel verwendet und trügen zu den sinnvollen Neuerungen bei, die seiner Ansicht nach die altbewährten Steuerungsschemata der Super-Mario-Spiele ergänzten. Trotz fehlender durchgängiger Sprachausgabe lobte Casamassina die Soundeffekte des Spiels sowie den Soundtrack. Die britische Videospielzeitschrift Edge fokussierte sich in ihrer Spielrezension auf das Spielprinzip von Super Mario Galaxy, das ständig seine eigenen Regeln neu definiere und daher zahlreiche Überraschungen parat halte, mit denen es während des ganzen Spielverlaufs aufwarte. Durch eine gelungene und eingängige Steuerung sowie eine „perfekte“ softwareseitige Kamerasteuerung werde das Gravitationskonzept – eine der komplexesten Ideen aller Third-Person-Spiele – intuitiv und zugänglich umgesetzt. Im Gegensatz zur Gestaltung der Levels sei der Gesamtaufbau des Spiels hingegen konventionell.
Carsten Göring schrieb in der Zeitschrift Kulturspiegel, dass Super Mario Galaxy trotz aufwändigerer Ende 2007 veröffentlichter Videospiele „das wohl schönste und aufregendste Spiel dieser Saison“ sei, da es sich nicht ernst nehme und spaßige und alberne Ideen bereithalte. In einem Anspielbericht für Spiegel Online äußerte sich Göring ebenso positiv über das Spiel und schrieb darin: „Super Mario Galaxy geht so verschwenderisch mit Ideen um, dass man ahnt: Hiervon wird noch in fünf Jahren kopiert werden.“
Matt Fox urteilte in The Video Games Guide, dass das Gravitationskonzept in Super Mario Galaxy „brillant funktioniert und niemals verwirrt“. Steve Bowden schrieb in 100 Computer Games to Play Before You Die, dass der Spieler sich zunächst eindenken müsse, um die sich dadurch ergebenden Rätsel erfolgreich lösen zu können.
Steve Gaynor, Leveldesigner von BioShock (PlayStation 3, Xbox 360, 2007), kritisierte den seines Erachtens zu langwierigen Einstieg in Super Mario Galaxy. Außerdem verurteilte er den Drang des Spiels, mittels „Rosalinas Bilderbuch“ eine nicht zum Spielerlebnis beitragende Handlung zu erzählen. Diese Tendenzen erklärte er sich mit Nintendos Zielsetzung, Super Mario Galaxy einer möglichst großen Zielgruppe zugänglich zu machen. Jedoch bevorzuge die Mehrheit der Spieler, so Gaynor, einen raschen und direkten Spieleinstieg. Dino Patti, der Präsident des Entwicklerstudios von Limbo (PS3, Xbox 360 etc., 2010), kritisierte jene Levels von Super Mario Galaxy, denen nicht das Gravitationskonzept zugrunde liegt. Er unterstellte, dass Nintendo diese Abschnitte nur zur Zufriedenstellung der Spieler eingefügt habe. Da diese Levels nicht gut zur Spielthematik passten, seien sie fehl am Platz und würden den Eindruck des Neuen einschränken, den Galaxy im Allgemeinen hinterlasse.
Gaynor setzte sich außerdem mit der Beobachtung auseinander, dass Super Mario Galaxy als Vorzeigetitel der Wii-Konsole deren herausragendes Charakteristikum, die Wii-Fernbedienung, nur dezent einsetze. Ihm zufolge wirkt Galaxy deshalb weniger revolutionär als Mario 64. Dennoch lobte er die zurückhaltende Einbindung der Wii-Features, da eine übermäßige Verwendung den Eindruck eines Gimmicks hinterlassen hätte. Indem sich das Spiel in der Nutzung der speziellen Wii-Funktionen beschränke, demonstriere es deren Fähigkeiten am effektivsten.
Zum Leveldesign äußerte Gaynor, selbst Designer von Spielabschnitten:

“I felt really kind of inspired – or maybe, in a way, jealous at the time – of the core tenets of their level design, with the crazy abstract spheroid playspaces, and the arbitrary gravity. It was a really cool, interesting, original idea that supported classic platformer gameplay in a new way, but also they took full advantage of the core premise, and kept pushing the possibilities further and further. The central ideas really gave the designers a ton of freedom, and they didn’t take that for granted, which was awesome to see.”

„Ich fühlte mich wirklich irgendwie inspiriert – oder vielleicht auf eine gewisse Weise neidisch damals – von den Kernaspekten ihres Leveldesigns, mit den verrückten, abstrakten sphärenförmigen Spielorten und der willkürlichen Schwerkraft. Es war eine wirklich coole, interessante, originelle Idee, die die Spielmechanik des klassischen Jump-’n’-Runs in einer neuen Art und Weise unterstützte, aber sie [die Entwickler] nutzten auch die Kernelemente und entwickelten deren Möglichkeiten immer weiter. Die Grundideen erlaubten den Designern jede Menge Freiheiten, und für sie war das nicht selbstverständlich, was beeindruckend war zu sehen.“

Der Game Designer David Sirlin beanstandete, dass das Spiel seine Überraschungseffekte ausschließlich innerhalb der Levels ausspiele. Auf der Makroebene betrachtet – also im Hinblick auf Struktur und Ablauf des Spiels – biete Galaxy hingegen keine Überraschungen, da das Spiel einem sehr vorhersehbaren Prinzip folge.

### Wertungsspiegel
Bei der Website Metacritic, die weltweit Rezensionen unter anderem zu Videospielen auswertet, weist Super Mario Galaxy eine Durchschnittswertung von 97 von 100 Punkten auf. Damit handelt es sich um das sechstbestbewertete Videospiel aller Zeiten bei Metacritic. Bei der vergleichbaren Website GameRankings betrug der Wertungsdurchschnitt für Galaxy 97,64 %, womit sich das Spiel hier auf Platz 1 der bestbewerteten Videospiele aller Zeiten befand.
Die folgende Tabelle liefert eine Übersicht über Wertungen, die Super Mario Galaxy erhielt.
| Zeitschrift/Website        | Wertung |
| -------------------------- | ------- |
| 1Up.com                    | A 1     |
| 4Players                   | 94/100  |
| ComputerAndVideoGames      | 9,5/10  |
| Computer Bild Spiele       | 1,42 2  |
| Cubed3                     | 10/10   |
| Destructoid                | 9,6/10  |
| Edge                       | 10/10   |
| Electronic Gaming Monthly  | 98/100  |
| Eurogamer                  | 10/10   |
| Famitsu                    | 38/40   |
| Game Informer              | 9,75/10 |
| GamePro                    | 94 %    |
| GameSpot                   | 9,5/10  |
| GameSpy                    | 5/5     |
| IGN                        | 9,7/10  |
| N-Zone                     | 96 %    |
| Nintendo Life              | 10/10   |
| Nintendo-Online            | 10/10   |
| Nintendo Power             | 9,5/10  |
| Official Nintendo Magazine | 97 %    |
| The Video Games Guide      | 5/5     |

### Auszeichnungen und Bestenlisten
Sowohl vor als auch nach seiner Veröffentlichung wurde Super Mario Galaxy unter anderem bei den British Academy Video Games Awards 2008, den DICE Awards 2008 sowie den Game Developers Choice Awards 2008 nominiert beziehungsweise ausgezeichnet. Ferner erhielt das Spiel einige „Spiel-des-Jahres“-Preise von großen Spieleportalen und fand Aufnahme in einige Bestenlisten.
Die folgende Tabelle liefert eine auswahlartige Übersicht über Auszeichnungen, die Super Mario Galaxy zuteilwurden.
| Name                                    | Preis/Kategorie                            | Resultat  | Datum der Nominierung bzw. Auszeichnung |
| --------------------------------------- | ------------------------------------------ | --------- | --------------------------------------- |
| British Academy Video Games Awards 2008 | Best Game                                  | Gewonnen  | 10. März 2009                           |
| British Academy Video Games Awards 2008 | Best Gameplay                              | Nominiert | 10. Feb. 2009                           |
| British Academy Video Games Awards 2008 | Best Use of Audio                          | Nominiert | 10. Feb. 2009                           |
| Interactive Achievement Awards 2008     | Adventure Game of the Year                 | Gewonnen  | 7. Feb. 2008                            |
| Interactive Achievement Awards 2008     | Overall Game of the Year                   | Nominiert | 7. Feb. 2008                            |
| Interactive Achievement Awards 2008     | Console Game of the Year                   | Nominiert | 7. Feb. 2008                            |
| Interactive Achievement Awards 2008     | Outstanding Innovation in Gaming           | Nominiert | 7. Feb. 2008                            |
| Game Critics Awards: Best of E³ 2006    | Bestes Konsolenspiel                       | Nominiert | Mai 2006                                |
| Game Critics Awards: Best of E³ 2006    | Bestes Action-Adventure-Spiel              | Nominiert | Mai 2006                                |
| Game Critics Awards: Best of E³ 2007    | Bestes Konsolenspiel                       | Nominiert | Juni 2007                               |
| Game Critics Awards: Best of E³ 2007    | Bestes Action-Adventure-Spiel              | Nominiert | Juni 2007                               |
| Game Developers Choice Awards 2008      | Game of the Year                           | Nominiert | 22. Jan. 2008                           |
| Game Developers Choice Awards 2008      | Best Game Design                           | Nominiert | 2. Jan. 2008                            |
| GameSpot Best of 2007                   | Game of the Year 2007                      | Gewonnen  | 28. Dez. 2007                           |
| Golden Joystick Awards 2008             | The Sun Family Game of the Year (Platz 3)  | Gewonnen  | 11. Feb. 2008                           |
| Golden Joystick Awards 2008             | Nintendo Game of the Year (Platz 2)        | Gewonnen  | 11. Feb. 2008                           |
| Golden Joystick Awards 2008             | BBC 1Xtra Soundtrack of the year (Platz 3) | Gewonnen  | 11. Feb. 2008                           |
| IGN Best of 2007                        | Game of the Year 2007                      | Gewonnen  | 2007                                    |
| IGN: Best of E³ 2006                    | Bestes Jump-’n’-Run-Spiel                  | Gewonnen  | Mai 2006                                |
| IGN: Best of E³ 2006                    | Bestes Wii-Spiel                           | Gewonnen  | Mai 2006                                |
| Japan Game Awards                       | Award for Excellence                       | Gewonnen  | 15. Okt. 2008                           |
| Spike Video Game Awards 2007            | Best Action Game                           | Gewonnen  | 11. Dez. 2007                           |
| Spike Video Game Awards 2007            | Best Wii Game                              | Gewonnen  | 11. Dez. 2007                           |

Im Folgenden werden einige Bestenlisten aufgelistet, in denen Super Mario Galaxy platziert wurde.
- Die 50 wichtigsten Spiele aller Zeiten (Guinness World Records Gamer’s Edition): Platz 29[97]
- The 100 Best Games To Play Today (Edge): Platz 8[98]
- IGN Top 100 Games 2008 (IGN): Platz 21[99]
- The Top 25 Wii Games (IGN): Platz 4[100]
- Top 100 Games Of A Generation (IGN): Platz 1[101]
- Gamasutra’s Best Of 2007 (Gamasutra): Platz 3[102]

### Rezeption der Musik

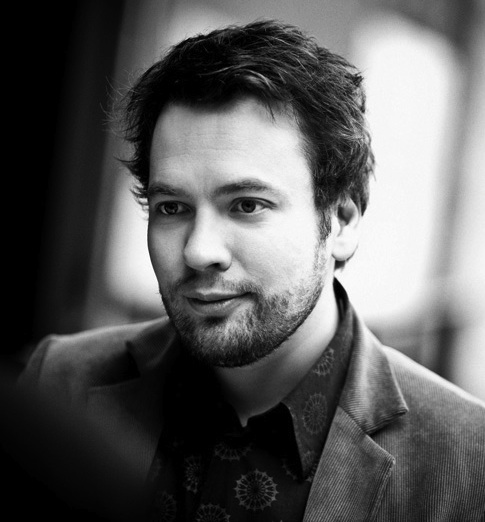
Der Finne Jonne Valtonen verfasste Arrangements von Stücken aus Super Mario Galaxy für spezielle Konzerte.

Im Januar 2008 veröffentlichte Nintendo via Club Nintendo das offizielle Soundtrack-Album zu Super Mario Galaxy, das sowohl als Auswahl-Fassung mit 28 Stücken als auch als vollständige „Platinum Version“ angeboten wurde.
Im Rahmen einer Bestenliste zu Videospielsoundtracks schrieb der IGN-Redakteur Alex van Zelfden über das Album:

“Naturally there’s still plenty of quirkiness to be found in the score, but with exhilarating pieces like ‘Gusty Garden Galaxy’ that make the listener feel happy simply to be alive and the beautifully moving end credits, this is a perfect example of how video games are producing some of the most exciting new music of any medium these days.”

„Naturgemäß kann man noch einiges Schrullige in den Noten finden, doch dank erfrischender Stücke wie ‚Gusty Garden Galaxy‘, die den Zuhörer froh machen, einfach nur am Leben zu sein, und dem wunderschönen, bewegenden Abspann ist dies ein perfektes Beispiel dafür, dass Videospiele heutzutage mit die aufregendste neue Musik aller Medien hervorbringen.“

Im Januar 2010 fanden in Deutschland fünf Schul-Orchesterkonzerte mit der Feder des finnischen Komponisten Jonne Valtonen entstammenden Arrangements von Musikstücken aus Super Mario Galaxy statt. Am 23. September 2010 wurde in der Kölner Philharmonie ein Konzert namens Symphonic Legends – Music from Nintendo veranstaltet. Das von Niklas Willén dirigierte Orchester spielte unter anderem ein etwa neunminütiges Stück mit Melodien aus Super Mario Galaxy, das von Roger Wanamo arrangiert wurde. Überdies enthält das 2011 veröffentlichte Album The Greatest Video Game Music ein vom London Philharmonic Orchestra eingespieltes Arrangement der Galaxy-Hauptmelodie Gusty Garden Galaxy.

### Im Kontext derSuper-Mario-Reihe
Der Spielejournalist Matt Casamassina schrieb, dass das Vorgängerspiel Super Mario Sunshine zwar ein beachtenswertes Spiel sei, aber dennoch als enttäuschend wahrgenommen wurde. Der Grund sei, dass es als Nachfolger von Super Mario 64, einem der ersten 3D-Videospiele, sehr hohen Erwartungen ausgesetzt war und diese nicht gänzlich habe erfüllen können. Diese Situation verglich Casamassina mit dem ebenfalls als revolutionär gewerteten Super Mario Bros. (NES, 1985), dessen Nachfolger Super Mario Bros. 2 (NES, 1988) nicht daran anknüpfen konnte. In diesem Vergleich entspreche Galaxy dem seinerzeit hoch angepriesenen Super Mario Bros. 3 (NES, 1988), das dem ersten Super Mario Bros. als mindestens ebenbürtig empfunden wurde.
Der Edge zufolge werde Super Mario Galaxy mehr noch als seine Vorgänger dem Anspruch gerecht, dass Super-Mario-Spiele die echte Welt hinter sich lassen und surreale Erfahrungen bieten sollten. Da der direkte Nachfolger Super Mario Sunshine diese Prämisse nicht erfüllt habe, werde Super Mario Galaxy als „wahrer“ Nachfolger zu Super Mario 64 angesehen. Den Tutorial-Level aus Super Mario Galaxy, in dem Mario drei Häschen auf einem kleinen Planeten einfangen muss, interpretierte die Edge als Anspielung auf Super Mario 64, in dem es ebenfalls Hasen gab, die Mario jagen musste. Da diese Aufgabe in Super Mario Galaxy durch andere Aktionen bewerkstelligt wird als in Mario 64, veranschauliche diese Hommage gleichzeitig die Unterschiede zwischen beiden Spielen. Weiter stellte die Edge Super Mario Galaxy als eine Erweiterung des revolutionären Super Mario 64 dar, die Nintendo über ein Jahrzehnt Arbeit und mehrere Fehlversuche kostete. Da Galaxy stark auf Super Mario 64 basiere, zahlreiche Spielelemente aus vorherigen Serienablegern entnehme und als Neuerung das Gravitationskonzept einführe, baue das Spiel eine neue Struktur auf ein altbekanntes Fundament auf. Dieses Vorgehen sei sowohl für die Super-Mario-Reihe als auch Nintendo typisch.
David Sirlin äußerte ferner zu Galaxy:

“I’ve only said ‘Wow!’ a few times in the last couple decades of playing games. One of those times was for the breakthrough Super Mario 64, a game that took action/platforming into a 3D world and made it work. It’s fitting that I said it again over its (true) sequel, Super Mario Galaxy, a game that took action/platforming even more into 3D and made that work, too.”

„Ich habe nur ein paar Mal ‚Wow!‘ gesagt in den letzten paar Jahrzehnten, in denen ich Spiele gespielt habe. Einmal galt dies dem bahnbrechenden Super Mario 64, ein Spiel, das Action/Jump-’n’-Run in die 3D-Welt hob und es dabei ins Rollen brachte. Es passt, dass ich das noch einmal über den (wahren) Nachfolger, Super Mario Galaxy, sagte, ein Spiel, das Action/Jump-’n’-Run sogar noch mehr in die 3D-Welt beförderte und ebenfalls funktionierte.“

### Analyse von Spielkonzept und Handlung
Der Spieldesigner David Sirlin analysierte in einem Bericht für die Spieleentwicklerwebsite Gamasutra den Spielspaß in Super Mario Galaxy. Dazu bediente er sich einer These der Videospieltheoretikerin Nicole Lazzaro, der zufolge es vier verschiedene Arten von Spaß in Videospielen gebe. Die erste Art sei der „Hard Fun“ („schwieriger Spaß“), der darin bestehe, vom Spiel vorgegebene Herausforderungen zu meistern. Sirlin zufolge erfülle Super Mario Galaxy diesen Aspekt in besonderer Weise, da das Spiel den Spieler direkt über dessen Fortschritt informiere und klar instruiere. Es folgt der „Easy Fun“ (etwa: „müheloser Spaß“), den es laut Sirlin in Videospielen selten gebe und der sich dadurch auszeichne, dass Spielspaß nicht mit konkreten Aufgabenstellungen verbunden sei. Sirlin führt an, dass das Sammeln von Sternteilen sowie die Vielfalt der Ideen in Galaxy zum „Easy Fun“ beitrügen. Den dritten Punkt von Lazzaros Theorie, den „Social Fun“ („sozialer Spaß“), sieht Sirlin in Form des unterstützenden Zweispielermodus in Super Mario Galaxy erfüllt. Zuletzt trügen vom Spiel verursachte Emotionen des Spielers zum Spielspaß bei. Diesen Aspekt biete Galaxy hauptsächlich in Form von Überraschungen im Leveldesign sowie dem Gravitationskonzept.
Der Spieleforscher Douglas Wilson hob in einem Bericht hervor, dass Super Mario Galaxy – anders als die meisten anderen Super-Mario-Spiele – eine tiefgründige, emotionale Handlung in Form von „Rosalinas Bilderbuch“ enthalte. In dieser Handlungskomponente, die in der Rezeption zum Spiel zumeist übersehen worden sei, sieht er die eigentliche Haupthandlung des Spiels. Diese Hintergrundgeschichte, „teilweise Der kleine Prinz, teilweise Mein Nachbar Totoro“, präsentiere Themen wie Familie und Tod aus der Sicht eines Kindes. Der Inhalt dieser Handlung passe zur Grafik, die im Stil eines handgezeichneten Bilderbuches gehalten ist.
Ruben Aize Meintema setzte sich im Beitrag ‘Planets as small as your house’ (dt. etwa „Planeten, so klein wie Ihr Haus“) der Zeitschrift Eludamos mit Super Mario Galaxy vor einem kulturellen und ästhetischen Hintergrund auseinander. Er vermutete, dass den Entwicklern Der kleine Prinz als Inspiration diente zu kleinen Planeten, die aufgrund ihrer Überschaubarkeit ein Gefühl von Sicherheit und Frieden erzeugen könnten. Im Gegensatz zu Der kleine Prinz stünden die Planeten in Galaxy jedoch nicht für Emotionen, sondern seien ausschließlich Hindernisse für den Spieler, weshalb das Spiel verglichen mit dem Buch „emotional eindimensional“ sei. In den Planeten erkannte der Autor nach Super Mario 64 die zweite große Innovation von Räumen in Videospielen, da die räumlichen Levels eine drastische Änderung in der Steuerung bedeuten würden. Die neuartige Erfahrung, die diese unkonventionellen Spielwelten erzeugten, verglich Meintema mit den unmöglichen Figuren des niederländischen Grafikers M. C. Escher. Indem sich Galaxy vom Realismus abwende, erzeuge es völlig neue spielerische Möglichkeiten.

### Im Kontext des 3D-Jump-’n’-Run-Genres
Der Videospieljournalist Jeremy Parish schrieb in seiner Spielrezension für die Website 1Up.com, dass Super Mario Galaxy das 3D-Jump-’n’-Run-Genre nicht durch neue Ideen erweitere, sondern stattdessen neu überdenke. In den Jahren nach Super Mario 64 hätten neue Spiele des Genres auf das gleiche Fundament aufgebaut und dieses lediglich durch kompliziertere Steuerungsschemata und neue Items erweitert. Super Mario Galaxy hingegen befreie sich von diesen Lasten, indem es auf die Grundlagen des Genres zurückblicke und dieses durch neue Möglichkeiten ergänze. Matt Casamassina geht in seiner Spielrezension weiter und bezeichnet Galaxy als Höhepunkt des 3D-Jump-’n’-Run-Genres.
Michael Thomsen, Redakteur des Spieleportals IGN, setzte sich in einem Artikel namens ‘Does Mario Matter Anymore?’ („Spielt Mario noch eine Rolle?“) mit dem Einfluss der Super-Mario-Reihe auf das Genre der 3D-Jump-’n’-Run-Spiele auseinander. Nachdem der Vorgänger Super Mario Sunshine am Einbau einer tieferen Handlung gescheitert sei, versuche Galaxy gar nicht erst, eine umfangreiche Geschichte zu erzählen, sondern konzentriere sich stattdessen auf das Spielprinzip. Thomsen interpretiert dies als Eingeständnis der Misserfolge im Genre. Er prognostizierte, dass Galaxy trotz der positiven Resonanz nicht zu einer Wiederbelebung des Genres führen werde, das ohnehin nicht mehr im Mittelpunkt des Mainstream liege. Das Gravitationskonzept aus Super Mario Galaxy sei zwar eine umfangreiche Neuerung, Thomsen äußerte jedoch Bedenken, ob andere Spiele des Genres diese Mechanik aufgreifen würden.

### Rezeption durch andere Videospiele
Ratchet & Clank: A Crack in Time (PlayStation 3, 2009) nutzt in einigen Abschnitten Planeten-Levels, die an Super Mario Galaxy erinnern. Das Studio hinter dem Spiel, Insomniac Games, hielt das Gravitationskonzept von Super Mario Galaxy als von seinem Spiel inspiriert; eine derartige Verbindung dementierte Shigeru Miyamoto jedoch. Das 3D-Jump-’n’-Run-Spiel Sonic Lost World (Wii U/3DS, 2013) wurde in zahlreichen Kritiken mit Super Mario Galaxy verglichen, da es ebenfalls sphärenförmige Objekte als Level nutzt. Auch die Entwickler des Spiels äußerten, dass zwischen beiden Produkten Ähnlichkeiten bestünden. In Super Smash Bros. for Nintendo 3DS / for Wii U (Wii U/3DS, 2014) wird es als Hommage an Super Mario Galaxy eine Kampfarena geben, die einem der kugelförmigen Levels aus dem Spiel nachgebildet ist. Außerdem fand die Figur der Rosalina aus Super Mario Galaxy Aufnahme in weitere Super-Mario-Spiele sowie Ableger der Rennspielreihe Mario Kart und der Beat-’em-up-Serie Super Smash Bros.

## Nachfolger

Logo von Super Mario Galaxy 2

Auf der E³ 2009 kündigte Nintendo den Nachfolger Super Mario Galaxy 2 an, der Mitte 2010 für die Wii erschien. Erneut zeichnete EAD Tokyo für die Entwicklung verantwortlich, während Koizumi zusammen mit Takashi Tezuka und Miyamoto die Produzenten-Rolle bekleidete. In Super Mario Galaxy 2 entführt Bowser erneut Prinzessin Peach, weshalb Mario eine neue Reise durch das Universum beginnt. Dabei wurde das Spielprinzip aus Super Mario Galaxy durch zusätzliche Items und neue Levels erweitert. Außerdem wird Mario auf seiner Queste von Yoshi unterstützt.
Super Mario Galaxy 2 erhielt ähnlich hohe Wertungen wie der Vorgänger und belegt bei GameRankings nach diesem und The Legend of Zelda: Ocarina of Time (N64, 1998) den dritten Platz der bestbewerteten Videospiele aller Zeiten (Stand 2013). Mit 6,36 Millionen verkauften Einheiten weltweit (Stand März 2011) blieb Galaxy 2 aus kommerzieller Sicht jedoch hinter seinem Vorgänger.
Zwischen den beiden Galaxy-Teilen brachte Nintendo den 2D-Ableger New Super Mario Bros. Wii (Wii, 2009) auf den Markt. Die Verkaufszahlen des Titels übertrafen in Nordamerika bereits zwei Monate nach Markteinführung die von Super Mario Galaxy. Nach Super Mario Galaxy 2 wurde die 3D-Mario-Reihe mit Super Mario 3D Land (3DS, 2011), das sich bereits im ersten halben Jahr auf dem Markt rascher als Galaxy verkaufte, und 2013 mit Super Mario 3D World (Wii U) fortgeführt. Mitte 2013 deutete Miyamoto an, dass Nintendo das Galaxy-Konzept noch nicht vollständig beiseitegelegt habe.